# Utsunomiya Kunitsuna
Utsunomiya Hirotsuna (国綱?; 1568 – 1607) è stato un samurai giapponese del periodo Sengoku che servì il clan Utsunomiya.
Kunitsuna era il figlio maggiore di Utsunomiya Hirotsuna. Si sottomise al clan Hōjō, ma appoggiò a sua volta Toyotomi Hideyoshi quando questi assediò gli Hōjō a Odawara nel 1590. Fu privato dei suoi domini nel 1597 da Hideyoshi ma non riuscì a riconquistarli dopo la morte di quest'ultimo nel 1598.

## Figli
- Utsunomiya Yoshitsuna